# HMS Duckworth (K351)
HMS Duckworth (K351) là một tàu frigate lớp Captain của Hải quân Hoàng gia Anh hoạt động trong Chiến tranh Thế giới thứ hai. Nó nguyên được Hoa Kỳ chế tạo như chiếc USS Gary (DE-61), một tàu hộ tống khu trục lớp Buckley, và chuyển giao cho Anh Quốc theo Chương trình Cho thuê-Cho mượn (Lend-Lease). Tên nó được đặt theo Đô đốc Sir John Duckworth (1748-1817), hạ trưởng chiếc HMS Orion (1787) và đã từng tham gia các cuộc Chiến tranh Độc lập Hoa Kỳ, Chiến tranh Cách mạng Pháp, Chiến tranh Napoleon và Chiến tranh 1812. Nó đã phục vụ cho đến khi chiến tranh kết thúc tại Châu Âu, hoàn trả cho Hoa Kỳ năm 1945, và cuối cùng bị bán để tháo dỡ vào năm 1946.

## Thiết kế và chế tạo
Buckley là một trong số sáu lớp tàu hộ tống khu trục được Hải quân Hoa Kỳ chế tạo nhằm đáp ứng nhu cầu hộ tống vận tải trong Thế Chiến II, sau khi Hoa Kỳ chính thức tham chiến vào cuối năm 1941. Chúng hầu như tương tự nhau, chỉ với những khác biệt về hệ thống động lực và vũ khí trang bị. Động cơ của phân lớp Backley bao gồm hai turbine hơi nước General Electric để dẫn động hai máy phát điện vận hành hai trục chân vịt, và dàn vũ khí chính bao gồm 3 khẩu pháo pháo 3 in (76 mm)/50 cal.
Những chiếc phân lớp Buckley (TE) có chiều dài ở mực nước 300 ft (91 m) và chiều dài chung 306 ft (93 m); mạn tàu rộng 37 ft 1 in (11,30 m) và độ sâu mớn nước khi đầy tải là 11 ft 3 in (3,43 m). Chúng có trọng lượng choán nước tiêu chuẩn 1.430 tấn Anh (1.450 t); và lên đến 1.823 tấn Anh (1.852 t) khi đầy tải. Hệ thống động lực bao gồm hai nồi hơi và hai turbine hơi nước General Electric công suất 13.500 mã lực (10.100 kW), dẫn động hai máy phát điện công suất 9.200 kilôwatt (12.300 hp) để vận hành hai trục chân vịt;  công suất 12.000 hp (8.900 kW) cho phép đạt được tốc độ tối đa 23 kn (26 mph; 43 km/h). Con tàu mang theo 359 tấn Anh (365 t) dầu đốt, cho phép di chuyển đến 6.000 nmi (6.900 mi; 11.000 km) ở vận tốc đường trường 12 kn (14 mph; 22 km/h).
Vũ khí trang bị bao gồm pháo 3 in (76 mm)/50 cal trên ba tháp pháo nòng đơn đa dụng (có thể đối hạm hoặc phòng không), gồm hai khẩu phía mũi và một khẩu phía đuôi. Vũ khí phòng không tầm gần bao gồm hai pháo Bofors 40 mm và tám pháo phòng không Oerlikon 20 mm. Con tàu có ba ống phóng ngư lôi Mark 15 21 inch (533 mm). Vũ khí chống ngầm bao gồm một dàn súng cối chống tàu ngầm Hedgehog Mk. 10 (có 24 nòng và mang theo 144 quả đạn); hai đường ray Mk. 9 và bốn máy phóng K3 Mk. 6 để thả mìn sâu. Thủy thủ đoàn đầy đủ bao gồm 200 sĩ quan và thủy thủ.
Duckworth được đặt lườn như là chiếc Gary (DE-61) tại xưởng tàu của hãng Bethlehem-Hingham Steel Shipyard ở Hingham, Massachusetts vào ngày 5 tháng 4, 1943 và được hạ thủy vào ngày 30 tháng 6, 1943. Con tàu được chuyển giao cho Anh Quốc và nhập biên chế cùng Hải quân Anh như là chiếc HMS Duckworth (K351) vào ngày 4 tháng 8, 1943 dưới quyền chỉ huy của Hạm trưởng, Thiếu tá Hải quân Hugh Lloyd-Williams.

## Lịch sử hoạt động
Duckworth được phân về Bộ chỉ huy Tiếp cận phía Tây và đảm nhiệm vai trò soái hạm cho Đội hộ tống 3, hoạt động trong suốt trận chiến Đại Tây Dương như một đội hỗ trợ và tuần tra chống tàu ngầm. Trong nhiệm vụ hộ tống vận tải vượt Đại Tây Dương đầu tiên cùng Đoàn tàu SC 143, khi một tàu chiến và một tàu buôn bị đánh chìm, đổi lấy ba tàu ngầm U-boat Đức bị tiêu diệt, vào ngày 9 tháng 10, Duckworth đã giúp đỡ vào việc cứu vớt những người sống sót từ chiếc tàu buôn Yorkmar bị đánh chìm.
Trong một chuyến tuần tra vào ngày 13 tháng 2, 1944, tàu ngầm U-boat U-445 đã phóng một quả ngư lôi nhắm vào Duckworth nhưng bị trượt. Duckworth phản công bằng mìn sâu, khiến đối thủ chịu hư hại và phải rút lui về căn cứ. Đến ngày 15 tháng 6, Đội hộ tống 3 bị tàu ngầm U-boat U-764 tấn công ngoài khơi mũi de la Hague, khiến tàu frigate Blackwood (K313) trúng ngư lôi và bị đắm vào ngày hôm sau. Duckworth và Domett (K473) đã phản công, khiến U-764 chịu hư hại và phải rút lui về Brest, Pháp.
Vào ngày 29 tháng 6, sau đợt tấn công ban đầu của một máy bay tuần tra B-24 Liberator, Đội hộ tống 3 bao gồm Duckworth, Domett, Essington (K353) và Cooke (K471) đã tiếp tục tấn công bằng mìn sâu một mục tiêu trong eo biển Manche về phía Tây đảo Guernsey, tại tọa độ 49°37′B 03°41′T / 49,617°B 3,683°T. Thoạt tiên người ta cho rằng đã đánh chìm được tàu ngầm U-boat U-988; tuy nhiên tài liệu thu được sau chiến tranh cho thấy U-988 đã bị đánh chìm trước đó trong eo biển Manche vào ngày 24 tháng 6.
Đến ngày 14 tháng 8, một cuộc tấn công phối hợp giữa một máy bay B-24 Liberator, Duckworth và Essington đã đánh chìm được tàu ngầm U-boat U-618 trong vịnh Biscay về phía Tây Saint Nazaire, ở tọa độ 47°22′B 04°39′T / 47,367°B 4,65°T; toàn bộ 61 thành viên thủy thủ đoàn của U-618 đều tử trận.
Sang tháng 10, Đội hộ tống 3 được điều sang hộ tống các Đoàn tàu vận tải Bắc Cực; họ cùng các đội hộ tống khác trực thuộc Bộ chỉ huy Tiếp cận phía Tây đã hộ tống các đoàn tàu JW 61 và JW 61A đi sang Murmansk, Liên Xô. Cho dù phải chịu đựng tấn công của đối phương, đoàn tàu đi đến nơi mà không bị đánh trúng và không chịu tổn thất. Trong chặng quay trở về của các đoàn tàu RA 61 và RA 61A, Đội hộ tống 3 được cử đi trước đội hình và càn quét bán đảo Kola; trên đường đi tàu frigate Mounsey (K569) thuộc Đội hộ tống 15 bị trúng ngư lôi, nó sống sót và quay trở về cảng, nhưng được xem là tổn thất toàn bộ sau đó. Đến tháng 12, Đội hộ tống 3 chuyển sang hoạt động tuần tra và hộ tống vận tải trong biển Ireland.
Vào ngày 24 tháng 2, 1945, sau khi Đoàn tàu BTC 78 bị tấn công, Duckworth cùng với tàu chị em Rowley (K560) và một tàu frigate lớp Captain khác đã truy lùng, tấn công và đánh chìm được một tàu U-boat trong eo biển Manche về phía Tây Nam Land's End, ở tọa độ 49°55′B 06°08′T / 49,917°B 6,133°T. Ban đầu đối tượng bị tiêu diệt được cho là chiếc tàu ngầm U-480; tuy nhiên tài liệu thu được sau chiến tranh xác định U-480 đã bị mất vào khoảng ngày 29 tháng 1 do trúng thủy lôi gần Poole. Việc khảo sát xác tàu đắm do nhà khảo cổ hải quân Innes McCartney tiến hành vào năm 2005 đã xác định con tàu bị Duckworth đánh chìm là chiếc U-1208; toàn bộ 49 thành viên thủy thủ đoàn của U-1208 đều tử trận.
Sau khi Đoàn tàu BTC 108 bị tấn công vào ngày 26 tháng 3, Duckworth cùng Đội hộ tống 3 đã truy lùng, tấn công bằng súng cối chống tàu ngầm Hedgehog và đánh chìm được tàu U-boat U-399 tại vị trí trong eo biển Manche về phía Tây Nam Lizard Point, ở tọa độ 49°56′B 05°22′T / 49,933°B 5,367°T; 46 thành viên thủy thủ đoàn của U-399 đã tử trận, chỉ còn một người sống sót được cứu vớt.
Ba ngày sau đó, 29 tháng 3, sau khi Đoàn tàu BTC 111 bị tấn công, Duckworth đã truy lùng, tấn công và đánh chìm được một tàu U-boat trong vịnh Mount's ngoài khơi Cornwall, ở tọa độ 49°58′B 05°25′T / 49,967°B 5,417°T. Ban đầu đối tượng bị tiêu diệt được cho là chiếc tàu ngầm U-246, nhưng những kết quả khảo sát gần đây cho rằng nó là chiếc U-1169; toàn bộ 49 thành viên thủy thủ đoàn của U-1169 đều tử trận.
Duckworth được chính thức hoàn trả cho Hoa Kỳ vào ngày 17 tháng 12, 1945, nhằm giảm bớt chi phí mà Anh phải trả cho Hoa Kỳ trong Chương trình Cho thuê-Cho mượn (Lend-Lease). Do dư thừa so với nhu cầu về tàu chiến sau khi chiến tranh đã chấm dứt, nó được rút tên khỏi danh sách Đăng bạ Hải quân Hoa Kỳ vào ngày 21 tháng 1, 1946 và bị bán cho hãng Northern Metals Co., tại Philadelphia vào ngày 29 tháng 5, 1946 để tháo dỡ.